# 腰果属
腰果属（学名：Anacardium）是漆树科下的一个属，为乔木或灌木植物。该属共有15种，全部产自热带美洲。